# Giovanni Vincenzo Gravina

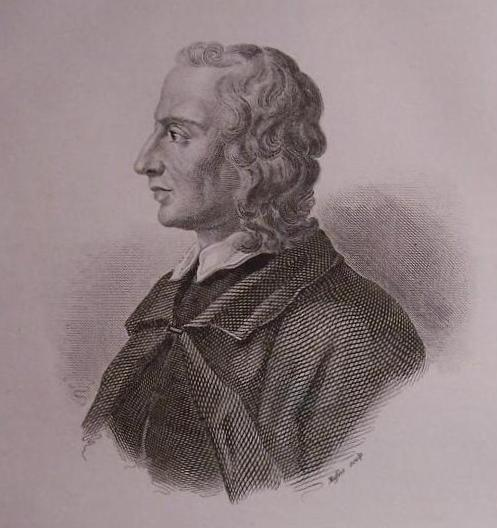
Gian Vincenzo Gravina

Gian o Giovanni Vincenzo Gravina (Roggiano Gravina, 20 de enero de 1664 – Roma, 6 de enero de 1718) fue un hombre de letras y jurista italiano e, igualmente, uno de los fundadores de la Academia de la Arcadia.

## Biografía
Descendía de respetable familia y se formó inicialmente con su tío materno Gregorio Caloprese, conocido poeta y filósofo. Seguidamente pasó a Nápoles, donde estudió derecho canónico muchos años. En 1689 volvió a Roma donde, bajo el influjo de la reina Cristina de Suecia, cofundó la asociación literaria conocida como los Arcades de Roma o Academia de la Arcadia. Se desarrollaron rápidamente allí dos tendencia opuestas, la de Gravina, que se nutría de los modelos de Dante y Homero, y la de Giovanni Mario Crescimbeni, más moderna, que tenía su referente en Petrarca. A causa de estas divergencias, Gravina abandonó la Academia en 1711 para fundar la Accademia dei Quiriti. Gravina descubrió al poeta y libretista Pietro Metastasio, al que proporcionó una formación literaria de calidad y al que adoptó como hijo y heredero. Escribió obras de gran erudición, como Origines juris civilis, completada en tres volúmenes (1713) y su De Romano imperio (1712).

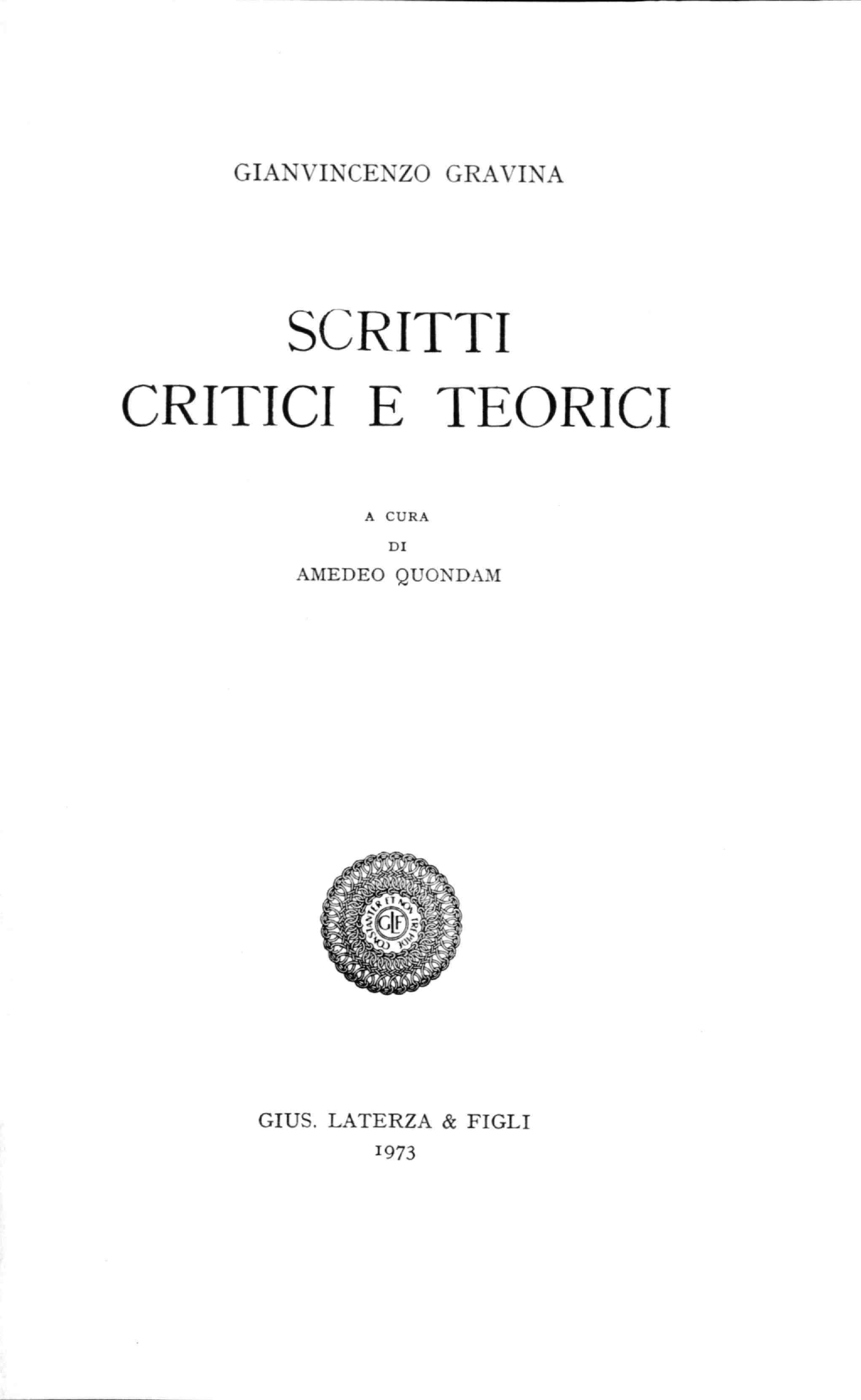
Scritti critici e teorici, 1973

## Fuente
- Wikipedia italiana

- Datos: Q727363
- Multimedia: Giovanni Vincenzo Gravina / Q727363